# BUNNYBLACK
『BUNNYBLACK』（バニーブラック）はソフトハウスキャラより2010年7月30日に発売されたアダルトゲームである。ジャンルはロールプレイングゲームである。シナリオは内藤騎之介、キャラクターデザインは紅村かる。サブ原画は佐々木珠流。続編の『BUNNYBLACK 2』が2012年1月27日に発売された。

## ストーリー
女好きで知られる腕利き冒険者ダークスは、「魔王の森」と呼ばれる地下迷宮群へ潜り魔王討伐に挑む。しかし玉座まで到達出来たものの、圧倒的な力を持つ魔王フォーゼロッテに手も足も出せずあっさりと返り討ちにされてしまう。情けで一命を救われたダークスに、魔王フォーゼロッテは部下となって自分と迷宮を守れと命じる。
ダークスは、蘇生（実際には救命）の副作用により肉体が数年若返った上にその間の経験も失われたため、最下級の兵から勤める破目になった。自分が余所者であることを認識していた彼は、早く生活区に馴染もうと積極的に町内活動に参加し、比較的すんなりと住人たちに受け入れられ、ついにはフォーゼロッテの幹部となる。
ある日、フォーゼロッテの元部下・マイケルことクヴァルがクーデターを起こし、ダークスを洗脳してフォーゼロッテを幽閉させる。
その後、ダークスは正気を取り戻し、クヴァル側に寝返ったふりをして将軍に取り立てられたが、密かにフォーゼロッテの旧臣や友人たちと通じてレジスタンスを組織しフォーゼロッテ復活のために画策する。これにより、力を取り戻したフォーゼロッテはマイケルから魔力を吸収する。
その後、フォーゼロッテはダークスと結婚して子どもを儲け、魔王の職を彼に譲るも、当のダークス本人は留守をメリルに任せ相変わらずパーティーを率いて迷宮内を巡る生活を続けている。

## システム
3Dダンジョンを探索するロールプレイングゲーム。依頼（ミッション）をクリアすることで得られる功績値によって階級が、戦闘で得られる経験値によってレベルが上がる。店で雇用出来る魔物（パーティーメンバー）も育成可能。従来のソフトハウスキャラ作品とは異なりターン制ではなく、従ってクリアまでのターン制限も無い。またストーリーは一本道でエンディングも1つのみ、各ヒロインの個別エンドも無い。

## 世界設定
魔王の森
トライリース王国領内にある、多数の地下迷宮を擁する広大な森。強力な魔族や魔物が生息しているため人間の間では魔王の存在が噂されており、実際に深部には魔王フォーゼロッテが居る。正式名称は「フォーゼロッテ宮」。魔王の支配下にある嵐の塔・銅魔の穴・魔窟園・禍根の地下迷宮・氷林窟・炎山洞・千樹庭・魔王の宮、魔王の支配下にはない魔界門、各迷宮への転送施設である移動の間から構成される。魔王の玉座の更に下の最深部には、魔王の家臣や非戦闘員などが暮らす大規模な生活区がある。また強力な魔族が管理しているため人間には存在を知られていない温泉が領域内にあり、憩いの場となっている。
ただの地下迷宮群ではなく、人間界に存在する魔力を集積して魔界に送り込む機能がある。かつて天界・魔界に挑んだ竜（「巣作りドラゴン」を参照）のような存在が再び人間界に現れるのではないかという危惧から、天界も同様の構造の地下迷宮を建造しており、かなり年月はかかるものの人間界から完全に魔力を消し去ることを目的としている。魔力の収集のために迷宮の入り口を塞ぐことが出来ず、また迷宮内に溜まった魔力を攪拌させるため適度に侵入者を迎え入れる必要がある。このため魔王フォーゼロッテはトライリース王国と密約を結んでおり、迷宮へ送り込まれる軍隊や冒険者は王国が魔王の首に賞金を賭けているにもかかわらず魔王討伐の意思が無いことを知らされていない。
魔界の階級や称号は大魔王が直接与えたもののみが正式であり、各魔王の支配領域における階級制度はそれぞれの場所で勝手に作られたものであり他の領域では通用しない。フォーゼロッテ宮における階級は上から、王・迷宮総長・迷宮長・迷宮長補佐・階層長（大隊長）・階層長補佐（中隊長）・小隊長（優小隊長・上小隊長・小隊長）・兵（優兵・上兵・兵）の12からなり、迷宮長補佐以上の者を「幹部」と呼称する（人間界の将軍に相当）。多くは幹部を通じて間接的に魔王に仕えているが、幹部未満の階級でも魔王に直接仕える直参の者もいる。
生活区
魔王の玉座の更に地下、フォーゼロッテ宮の最下層に位置する区域。魔王の家臣たち、魔王の支配下にある非戦闘員の魔族や魔物が人間とそう変わらない日常生活を営んでいる。非常に広大であり、いくつもの「通り」が交差した構造で1つの「通り」には100を超える家が面し「町内」を形成する。最下級の兵が住むワンルーム住居でも、室内に台所・風呂・トイレが備え付けられている。ただし洗濯は共同の洗い場で行う。ウルル通りと交わるクリリ通りにはラキアの店をはじめ多くの商店が軒を連ねており、商店街と化している。魔法障壁が張り巡らされているため、外部から転移魔法を使って生活区へ侵入することは出来ない。
ラキアさんのお店
ギュンギュスカー商会フォーゼロッテ迷宮支店。所在地はフォーゼロッテ宮生活区クリリ通り。人間の世界における冒険者の店に似ており、武器防具・各種アイテムの販売や、酒場の営業をしている。傭兵雇用や仕事の斡旋もしており、文無しで装備や仲間を揃えられない者のために皿洗いや掃除の仕事も用意している。また、ダークスが迷宮内で倒した女性冒険者の回収や彼女たちを収容する牢屋の委託運営なども行っている。
移動の間（取扱説明書では「扉の間」）
フォーゼロッテ宮内の各迷宮に転移出来る扉に囲まれた部屋。扉は一方通行であり各迷宮の帰還用転移扉からしか戻ることは出来ない。魔王の支配下にない者たちが住む魔界門や、ラキアの先輩が執事を務めている「エルダードラゴン」と呼ばれる強力な竜が営む巣へ続く扉もあり、ドゴら門番が常駐し警備にあたっている。なお、竜の巣への扉は常に開けっ放しになっている。
トライリース王国
本作の舞台となる「魔王の森」が領内にある、盆地に広がる王都を持つ国家。王都はほぼ円形に近く中央の広場から放射状に市街地が広がっており、北の（便宜上、画面の上下左右を北南西東に充てる）高台に王城がそびえ、西には川が流れる。先々代の王の頃から「魔王の森」と密約を結んでおり、迷宮内の魔力撹拌のためにそれとは知らせずに軍隊や冒険者を送り込み協力している。この事実を知っているのは王と連絡役であるアウゼバッハ卿の一族などごく一部であり、王女にすら伏せられている。通貨はB（ブレット）で、およそ5000Bほどあれば低級娼婦を一晩中抱ける。
魔族
魔界の住人。悪魔（ファットデビルやロームスなど複数種族の総称）・吸血鬼・魔鬼・淫魔（サキュー）・スリーアイ・堕天使など、様々な種類がいる。大抵の魔族は、名誉の死か屈辱の生なら、迷わず後者を選ぶ。現在は歴史上初めて魔界を統一した大魔王ガイエスを頂点とし、その下にいる複数の魔王が各地域を支配する体制になっている。
悪魔
単一の種族名ではなく、「悪魔契約」と呼ばれる、自身に制約を課すことで強力な力を身につけることが出来る能力を持つ魔族の総称。「悪魔契約」の条件が厳しいほどより大きな力を手に入れられるが、契約条件に違反した行動をとると悪魔は消滅してしまう。
ロームス
甲冑で身を包んだ魔獣ロックンの背に、幼女の姿をした悪魔ロっちゃんが乗っている共生魔族。ロっちゃんは女性のみ、ロックンは雄のみの種族。1組のロームスは番いであり、ロっちゃんがロックンの子を産む（必ずロっちゃんが産まれる）とロックンは細胞分裂によって2体に増殖し、新しく増えたロックンは産まれたロっちゃんと番いになる。なおロっちゃんはどれだけ長生きしようとも幼女の姿のままである。
淫魔（サキュー）
頭部に翼竜のような小さな翼、背中にコウモリのような大きな翼を持つ女性魔族。他人を昏睡させる能力を持ち、生まれながらにして肉体は魅力に溢れ性器は男性を喜ばせる機能に優れているが、種族全員が淫乱という訳ではなく中には奥手で男性が苦手な者もいる。やたらと露出の多いSM嬢風の衣装を常時身につけて生活しているが、痴女ではない。
スリーアイ
額に第3の目を持つ上流階級の女性魔族。ゴスロリ風の出で立ちをしている。額の目には相手の弱点を見抜く力がある。
獣人
獣の肉体的特長を持つ亜人。オオガー族やタイフル族などがおり、人間界だけでなく魔界にも生息している。オオガー族は人間界で有名な戦士部族、タイフル族は魔界で有名な戦士部族である。

## メインキャラクター
ダークス
声：きせとしみち
主人公。ランガレフ孤児院出身で本名はブレード・ランガレフだが、男に武器の名をつける孤児院の慣習のため同じ名前の者が複数おり、嫌いな奴と名前が被ったことから本名ではなく「ダークス」と名乗っている。巨乳と見るや揉まずにはいられず、相手が貧乳ならば尻を撫でずにはいられない。女と見れば見境なく手を出す男と思われているが、実は「既婚者や恋人がいる女性には無闇に手を出さない」「自分に完全に服従する女性は抱かない」などのマイルールを持っており、幼女には興味が無い。また気に入った女性はどこまでも大切にする。トライリース王国の第一次討伐隊に参加して「魔王の森」に挑み、唯一玉座まで辿り着いたパーティーの一員だったが、あまりに見事な魔王フォーゼロッテの巨乳に釣られ出会い頭に思わず鷲掴みにしてしまい、魔力を吸収されて死にかけた。本人は魔王と戦ったが一瞬で返り討ちにされたと錯覚している。興味を抱いたフォーゼロッテにより肉体に彼女の角を埋め込まれ魔王の魔力と生命力を得て一命をとりとめ、魔王の部下として第二の人生を歩み始め、新兵としてウルル通り26番の部屋を宛がわれた。フォーゼロッテの肉体の一部をその身に宿しているため、彼女に触れても魔力を吸収されない唯一の存在となった。
フォーゼロッテから与えられた魔力と生命力は人間の肉体や精神のキャパシティを大きく上回るため適宜発散させなければならず、肥大した性欲の解消と合わせて女性を犯すことで解決される。その相手としてフォーゼロッテから宛がわれた冒険者の捕虜シアを自宅に軟禁していたが、やがて彼女のことを気に入って大切に扱うようになり、魔王の魔力と生命力を転化される彼女の負担を少しでも減らそうと苦心した。またクヴァルの侵攻の際には身重のシアを真っ先に迷宮外へ避難させた。シアのために二度と関わり合いにならない決心のもとで彼女を手放したが、大切な女性を失った心の空白は大きく、普段弱みを人に見せない性質であるにもかかわらずメリルやエカテーにはその傷心に気付かれてしまった。
フォーゼロッテ
声：大波こなみ
人間から「魔王の森」と呼ばれる地下迷宮群を治める女性魔王であり、本名はサタリアナフォーゼロッテ。ウェーブのかかった長髪で、外から見える角が6本ある。紫のデコルテスタイルのドレスを着ている。巨乳。趣味は読書と魔法研究。自称「心優しい魔王」。自身も人間界の魔力を収集して魔界へ送るフォーゼロッテ宮の機能の一部であり、収集した魔力を集積する中継点のような役割を担っている。物理的に接触した相手の魔力を勝手に吸収してしまう特殊能力を持っているため、誰とも触れ合うことが出来ず孤独だった。迷宮に侵入し玉座まで辿り着いたダークスにいきなり胸を鷲掴みにされ、初めての異性との触れ合いに感じ入り、やがて自分の伴侶となれるまでに成長することを期待して魔力を失って死にかけたダークスを助け家来にした。
目をかけていた元家臣のクヴァルの裏切りにあい、迷宮内に細工をされて魔力を奪われ幼女の姿にされてしまい牢屋に拘束された。ダークスの慰みものにされているふりをしながら復活の機会を待ち、ダークスらが迷宮を修復したことにより復活、その後ダークスと夫婦のような関係になった。経験豊富なダークスが初めての男であるため、魔王としてのプライドからせめて性知識だけでも豊富なふうを装おうとして失敗することがある。後にダークスとの間にコゼロットという名の娘をもうけ、主婦となるために魔王を引退した。娘に対しては非常に過保護な母親である。なお、実は自分の意思で自在に幼女の姿（省魔力モード）に変身することが出来る。
シア
声：羽高なる
トライリース王国からの第一次討伐隊に参加してフォーゼロッテ宮へ侵入してきた女性剣士。高い戦闘能力を持つが敗れて捕らえられ、性欲と魔力発散のための相手としてダークスに下げ渡されてダークス宅に軟禁された。当初はベッドに拘束されて犯されていたが、抵抗すればするほどダークスを喜ばせるだけだと覚り従順なふりをして拘束を解かれた。その後もセックスの最中に隙を見てダークスを殺そうとするなどしていたものの、快楽に馴染むと同時に自分の運命を受け入れ、同居人としてダークス宅の留守番や家事を担当する。しかし炊事・洗濯・掃除などの家事が全く出来ない生活無能力者だったため、性的な陵辱とは別種の屈辱を味わう破目になった。魔族や魔物にも人間と同じ日常生活があることを知るにつれ彼らを絶対悪とする価値観を変化させていき、ラキアの店でアルバイトを始めるなど迷宮での生活に馴染んでいった。同時にダークスに対して愛情を抱き、髪や体に精液をかけられたりアナルを犯されることを嫌い、「妊娠しても良いから中で出してくれ」とまで言うようになり、やがては自身とダークスの関係を「夫婦」だと宣言するに至った。自分の体を気づかってくれてのことだとは知りながらも、ダークスが他の女たちを抱くことに強く嫉妬しており、時折セックスを拒否したり暴れたりしている。
本名はエレシア・トライリースといい、トライリース王国の第一王女である。側室の子であることから正室の子である妹アレシアに引け目を感じており、王位継承争いで彼女を立てて身を引くために冒険者に成り済まして「魔王の森」に挑んだ。本人は否定しているが、妹アレシアは「姉は自分のために討ち死にするつもりだったのではないか」と察している。やがてダークスの子を身篭るが、クヴァルの侵攻で危険を感じたダークスにより無理矢理地上へ返されて妹アレシアに保護され、男の子を産んだ。迷宮内の情勢が安定した後も一向に迎えに来ないダークスを恨むようになり、自ら大規模な討伐隊を率いて「魔王の森」に侵攻し玉座の間で魔王となった夫と再会した。ダークスの持つ魔王の魔力を受け継いだ息子は「魔力の塊」と表現されるほど魔法使いとして高い資質を備えており、まだ幼いにもかかわらず魔法使い協会（「ウィザーズクライマー」を参照）から「将来は協会の要職に」とオファーが来るほどである。なおシア自身にも魔法使いの資質があるため、ダークスに魔王の魔力を転化され続けても、比較的消耗が少なかった。蘇生後のダークスより戦闘能力が高い上、ダークスが妹アレシアに手を出したと知るや激昂していきなりフォークを持ったまま体当たりを仕掛けるなど王族にしては粗暴な性格であるため、拘束を解いて以降はダークスはなるべく彼女を怒らせないように気を使っている。
メリル
声：松永雪希
魔王フォーゼロッテ直参の階層長補佐（中隊長）を務める悪魔族の女性で、新兵であるダークスの世話係を任された。クヴァルに唆され、忠誠心と労働意欲から無許可で結界を解いて魔力収集宝玉の掃除をしていたところ、不意に冒険者に襲われ宝玉を奪われるという失態を犯す。激怒したフォーゼロッテにより処刑されるところだったが、「ダークスに従う」という悪魔契約を結ぶことを条件に放免される。以降はダークスが性欲と魔力を発散させるための女として囲われるが、ダークス本人の意向により実際は悪魔契約は結ばれず「従っているふりをする」だけに留められた。ダークスと同じウルル通りに住んでいたが、降格に伴い豪華な自宅をダークスに乗っ取られ、同居を頑なに拒み質素な家に引っ越して行った。クヴァルの侵攻後はダークスがシアや捕虜の女性たちを失ったためセックスの回数が増えたが、自分にはシアに対するような愛情が向けられていないことに気付いている。ダークスが魔王の地位に就いた後は階級をいくつも飛び越して迷宮総長に大抜擢され、実質的に迷宮の管理運営を取り仕切る。
ラキア
声：海原エレナ
悪魔族の女性。ギュンギュスカー商会フォーゼロッテ地下迷宮支店、通称「ラキアさんの店」の店長。階級は中佐で、役職は特別大隊長。巨乳。髪型は毛先が内側にカールしたセミロングで、左目の下に黒子がある。青と白のメイド風衣装を着ているが、この服は前面のボタンを左右互い違いに紐で結ぶ綴じ方になっているため、縦に開いた隙間から生の乳房が覗き見えている。フォーゼロッテ宮の中では魔王に次ぐ実力者で、クヴァルと同等の戦闘能力を持つため方々で恐れられている。その力の源は「人間に対して特定の金額で体を許す」という悪魔契約によるもので、実は自身も店の売り物である。この悪魔契約のために人間との接触をずっと避けてきたが、クヴァルから契約内容を教えられたダークスに初めて買われてしまった。一晩の値段は5001B以上で、この金額は彼女が悪魔契約を行った当時は並みの人間には到底払うことが出来ないほどの大金だったが、時代と共に貨幣価値が大きく変動したことにより、今や低級娼婦が買える程度の金額になってしまっている。クヴァルの侵攻の際には生活区の住民を纏めて抵抗したが、ダークスに説得されて恭順したふりをした。
エカテー
声：青山ゆかり
魔王フォーゼロッテの家臣で「禍根の地下迷宮」を管理する迷宮長。頭部にピンク色の角を2本持つ、人間と悪魔族のハーフの女性。肩と腹部を大きく露出した大きくピンク色の服を着て、腰までスリットが入ったロングスカートから太股を覗かせている。巨乳。軽いノリをしているが、フォーゼロッテ宮の幹部たちの中では最も強い。クヴァルが異動になった後の迷宮総長候補だったが、本人が管理職に向いていないためその任には就いていない。その力の源は「自身の分身である悪魔の書を持つ者に従う」という悪魔契約によるもの。一時期、迷宮の要所からエカテーを遠ざけようと企んだクヴァルから「悪魔の書」とその使い方を教えられた冒険者ロジャーマルコによって操られ迷宮を荒らしていたが、ダークスによりロジャーマルコは倒され「悪魔の書」が回収されたため解放された。そのお礼としてダークスに処女を捧げた後は彼にベタ惚れになり、押しかけ女房よろしくダークス宅に入り浸っている。クヴァルの侵攻に際してはダークスに従ってクヴァル側に付いたふりをした。なお「悪魔の書」には、エカテーの悪魔契約の詳細とエカテーの現在地が古代文字で記されている。
マキ
声：小倉結衣
フォーゼロッテ宮の生活区ウルル通りに住む魔鬼族の少女。頭部に小さな赤い角が2本あり、服装は着物。下着はつけない主義。ダークスが最初に与えられた部屋のご近所さんで、ダークスがドブ掃除を代行したことを機に親しくなり、迷宮での生活に不慣れな彼の世話を焼いた。迷宮で一人暮らしをしているが、実は魔界における魔鬼族本家の令嬢であり、かつて実家で働いていたことがある迷宮長ゴランのことを「ゴラン君」と呼ぶ。ダークスが色々な女性を抱いているところを見てセックスに興味を持ち、それとなく彼を誘うようになる。ダークスと関係を持った後はダークス宅に家事手伝いとして雇われる。非戦闘員ではあるが、その戦闘能力は生活区の女性住人の中では最も高い。ダークスが魔王の座に就いてからは、ハーレムの一員に。
リズ
声：新堂真弓
フォーゼロッテ宮の生活区ウルル通りに住む獣人（タイフル族）の少女。頭に黒い猫耳風のカチューシャを着け、短パンをはいている。マキの友人で、当初「人間は獣人を騙す悪い奴ら」だとしてダークスを警戒していたが、一族を褒められたことと食事を奢られたことであっさり手懐けられてしまった。迷宮で一人暮らしをしているが、実は魔界におけるタイフル族の名家の令嬢である。ダークスが色々な女性を抱いているところを見てセックスに興味を持ち、「自分もやってみたい」と言ってダークスと関係を持った。その後はマキと共にダークス宅で家事手伝いとして働いている。非戦闘員ではあるが、その戦闘能力は生活区の女性住人の中ではトップクラス。ダークスが魔王の座に就いてからは、ハーレムの一員に。
ゴラン
声：こんつ
魔王フォーゼロッテの家臣で「銅魔の穴」を管理する迷宮長。毛むくじゃらの獣のような姿をした大柄な人型魔族男性。実直な性格で義理人情に厚い。既婚者で、魔鬼族本家（マキの実家）で働いていた頃に分家の令嬢に見初められて婿養子に入った。そのため迷宮長に取り立てられた現在でもマキのことを「マキお嬢様」と呼んでおり、名家の入り婿ゆえの苦労も絶えない。また、マキの友人であるリズのことも「お嬢様」と呼んでいる。クヴァルの侵攻の際には、迷宮に篭って抵抗を続けることでダークスをサポートした。見かけによらず手先が器用で、副業でチャミ族（小型妖精）の衣服を作ってラキアの店に卸している。
トージョ
声：原田友貴
魔王フォーゼロッテの家臣で「魔窟園」を管理する迷宮長。頭部に2本角がある、上半身がほぼ全裸な人型魔族男性。陽気な性格で、高度な変身能力と、胴体から頭部を切り離されても死なないという珍しい特殊能力を持っている。最近恋人が出来て肉体関係を持ったが、巨乳だったはずの彼女をいざ脱がしてみたところ実はAAカップを偽装してFカップに見せかけていたことが判明し、憤慨している。クヴァルの侵攻の際には死亡を偽装するため、頭だけクヴァルの前に持って行かれた。
クヴァル
声：関幸司
元はフォーゼロッテ宮の迷宮総長だったが、昇進して魔王に叙された男で、「マイケル」を自称している。気さくな人物で魔王になった後もよくフォーゼロッテ宮を訪れては、ラキアの店でダークスと下ネタで盛り上がり周囲から煙たがられたりしていた。実は魔力を収集するフォーゼロッテ宮の機能を用いて自身の力を強化しようと目論んでおり、着々と準備を進めていた。迷宮に細工をしてフォーゼロッテから魔力を奪い彼女を無力化した後、部下を引き連れてフォーゼロッテ宮に攻め込み一気に魔王の宮を占拠した。しかしダークスたちが服従したふりをして密かにフォーゼロッテの復活を画策していることに気付かず迷宮の修復を許してしまい、逃亡を図るがダークスたちによって発見され倒される。最後には復活したフォーゼロッテに魔力を全て吸収されて消滅した。

## サブキャラクター
アレシア・トライリース
声：春日アン
トライリース王国第二王女。次女だが正室の子であるため、王位継承権は第一位。本人に野心は全くなく腹違いの姉エレシアを心から慕っており、周囲の派閥争いで姉との関係が拗れて傷心している。胸は小ぶりだが、胸部にパッドを仕込んだ衣服で誤魔化している。何度も捜索隊を編成し「魔王の森」に入ったまま行方不明になった姉エレシアの捜索をさせていたが成果が無く、業を煮やして迷宮に踏み込み魔物に攫われた。水晶に閉じ込められて調度品にされそうになるがダークスに助けられて陵辱され、自宅に連れ込まれたところで身上を偽ってダークスと暮らしていた姉エレシアと再会した。姉を連れ帰ろうとするがダークスの元に残ると言う彼女の説得を断念し、姉が安心して帰れる状況を整えるため、女王となる決意を固める。以降、度々迷宮から抜け出しては王城を訪れるダークスに「姉が喜ぶことをしてやる」と言われ積極的に抱かれており、姉エレシアに知られることを恐れる反面「義兄との禁断の恋」を妄想してときめくなど少し屈折した性癖を持つようになってしまった。姉がダークスの子を産んだ後は、自身もダークスの子を産みたがっている。
マーガレット
声：雪都さお梨
アレシア王女付のメイド兼親衛隊の隊員。「マーガレット」とは正式には個人名ではなくメイド集団としての名称であり、所属する全員が短髪で目付きが悪く無表情という同じ容姿をしており、また全員が「マーガレット」と呼ばれる。度々アレシアを抱きに王城へやって来るダークスと、「王女ばかりに苦痛を味わわせる訳にはいかない」との口実で乱交を楽しんでいる。
アウゼバッハ卿
声：植木亨
トライリース王家に仕える老貴族で、アレシア派の重鎮でもある。何かに熱中すると他のことが目に入らなくなるきらいのあるアレシア王女を献身的に支えている。実はアウゼバッハ家は3代前にギュンギュスカー商会と取引をしており、それ以来トライリース王家とフォーゼロッテ宮の間の連絡員を務める一族である。
キャス
声：星咲イリア
迷宮に侵入してくる女性戦士。元は冒険者の店の娘だったが、店で聞いた噂を鵜呑みにしてダークスを極悪人と決め付け、昼日中の往来でいきなり彼を後ろから刺し殺そうとした。返り討ちにあって陵辱された後は冒険者となり、数週間から数ヶ月に1度の割合で徒党を組んでダークスを襲っては敗れ仲間もろとも犯されるということを繰り返している。本人は自身を正義であると妄信してダークスの殺害に全てを賭けているつもりだが、既にダークスから与えられる快楽の虜となっており毎回始めの内は抵抗するものの1度膣内射精された後は性欲を抑えられなくなり、変貌して自ら腰を振り出すようになってしまっている。キャスに同行してダークスに処女を奪われたヒィア・ルーシー・エマという3人の冒険者と共に執拗にダークスを狙い続けているが、仲間たちは「負けてもお楽しみがあるし」と言い始める始末で、ダークスを殺すことが目的なのかダークスに犯されることが目的なのか、もはや分からなくなってきている。
アヤカ
声：渋谷ひめ
迷宮に侵入してくる巫女。本来は淑やかな性格だが「悪しき魂」に取り付かれており、「悪しき魂」が表に出るとサディスティックに暴れまわってしまう。「悪しき魂」から「自分が表に出ている時に処女を奪われると消滅する」と聞かされ、その相手としてダークスを選んだ。この条件は「悪しき魂」の嘘だったが、ダークスに力を吸収された「悪しき魂」は深層意識に逃げたため、アヤカは自身のコントロールを取り戻すことが出来た。後にキャス・ドロシー・ジョン・ロジャーマルコ・タツマキとパーティーを組み、クヴァルの野望を阻止しようとするダークスに協力した。その後は迷宮探索で稼いだ金を、迷惑をかけた人たちに送っている。
ドロシー・アゼリンド
声：早乙女綾
迷宮に侵入してくる女性魔法使いで、無詠唱で所持者を転移させることが出来る魔法の杖を所持しており、散々暴れた後で戦況が悪くなると自分だけ逃げることで知られている。ダークスの罠に嵌って捕らえられた後は地下牢に監禁され度々ダークスに犯されているが、暇潰しにラキアから貸してもらった書物の研究に嵌り、ダークスが解放してやろうとしたところ地上に帰りたくないと駄々をこねた。迷宮に潜っていない時は自室に引きこもって研究に没頭している。後にキャスたちとパーティーを組み、クヴァルの野望を阻止しようとするダークスに協力した。
ジョン・フッカート
声：本多啓吾
迷宮に侵入してくる男性聖戦士。ダークスと同じランガレフ孤児院出身で、兄貴分だが仲は悪かった。「金になるなら仕事は選ばない」がモットーで、どぶ掃除から魔族が関わる仕事まで何でもこなす。また「名誉は長々と金を呼ぶ」という思想から、名誉も強く求める。アウゼバッハ卿から迷宮で連れ去られたアレシア王女の救出を命じられた際には迷宮内で遭遇したダークスに彼女の捜索を依頼し、「王女に手を出しても構わないが、生きたまま返せ」と言い放った。後にキャスたちとパーティーを組み、クヴァルの野望を阻止しようとするダークスに協力した。
ロジャーマルコ
声：一条光
迷宮に侵入してくる男性学者。プライドが高く、自分の知識を他人に自慢するのが趣味。クヴァルからエカテーの「悪魔の書」とその使い方を伝授されていたが、その際の記憶を操作されており、ダークスに指摘されるまで自分でも気付かなかった。「悪魔の書」を用いて従えたエカテーと共に迷宮を荒らしまわっていたが、ダークスに敗れたものの「悪魔の書」を奪われるだけで見逃してもらった。後にキャスたちとパーティーを組み、クヴァルの野望を阻止しようとするダークスに協力した。ダークスに勝てない憂さをフィクションで晴らすため、近い内に「魔王の一生」という娯楽小説を出版する予定。
タツマキ
声：山本パンダ
迷宮に侵入してくる侍の男性で、浪人風の出で立ちをしている。ダークスに挑戦状を送りつけ、「来たら女の子をプレゼント！先着優先！」という文言で彼を誘き出した。人を斬ることに無常の喜びを感じる。美人だが恐ろしく凶暴な姉がおり、その姉と結婚した義兄を心の底から尊敬している。後にキャスたちとパーティーを組み、クヴァルの野望を阻止しようとするダークスに協力した。
カテリア
声：春日アン
淫魔（サキュー）族の少女。男性恐怖症故に淫魔として未熟な処女のままであることに悩み、魔王の信頼を受けているダークスを狙う。ダークスが魔王の座に就いてからは、ハーレムの一員となった。
ドーラミーア
声：渋谷ひめ
粘液状の魔物ドーラ族の女性。塗ると性的な快感を高める効果がある自身の粘液を手広く販売していたが、使い続けると男性はやがてこの粘液無しでは勃起しなくなるという恐ろしい副作用があったため、ギュンギュスカー商会の依頼を受けたダークスにより商売を止めさせられた。
エリザベス
声：星咲イリア
人間嫌いのスリーアイ族の少女。ダークスに嫌悪感を顕わにし迷宮内で嫌がらせを繰り返していたが、シアに危害を加えようとしたためダークスの逆鱗に触れ、捕らえられて陵辱された。出会う度にダークスに乱暴に犯され続けたため対人恐怖症のような状態になってしまい、気の毒に思ったダークスに優しく抱かれた後は彼に懐き、ダークス宅の家事を手伝うようになった。ダークスが魔王の座に就いてからは、ハーレムの一員となった。
ジュジュ
声：早乙女綾
植物の魔物リフリ族の女性で、フォーゼロッテに仕える幹部の1人。初対面でいきなり胸を揉まれたことからダークスと人間の生殖行為に興味を持ち、彼と肉体関係を持った。その後度々ダークスにセックスをせがんでいるが、強靭な精力を持っている上に性欲が底なしなため、魔王の生命力を持つダークスですら彼女から逃げ回っている。
ドゴ
声：立花十四朗
「移動の間」で門番をしている、蟻が直立した魔物アリトン族の男性。迷宮から仲間が無事に戻ることを喜んだり、新入りのことを色々気にかけたりしてくれる気の良い男。最近しばらくぶりで故郷へ帰省したが、幼い頃に自分の妻になると言っていた美人の幼馴染が他の男と結婚することを知り、落ち込んでいる。

## 主題歌
「パラダイス・アレイ」
楽曲製作：アトリエピーチ
作詞・作曲：あきづきかおる
歌唱：ひうらまさこ・天野あい